# Società Sportiva Calcio Bari
La Società Sportiva Calcio Bari és un club de futbol de la ciutat de Bari (Itàlia). L'uniforme local de l'equip és blanc i vermell. Els jugadors i aficionats del Bari també se'ls coneix amb el sobrenom de Galletti.

## Història
El club va ser fundat el 15 de gener de l'any 1908 amb el nom de Foot-Ball Club Bari en el qual hi van participar nombrosos estrangers. Els principals fundadors van ser l'alemany Ludwig Floriano, el suís Gustavo Kuhn i un comerciant nadiu de Bari que es deia Giovanni Tiberini.
El 27 de febrer de 1928 el club es va fusionar amb la US Ideale per crear així la Unione Sportiva Bari. Després de la temporada 1928-1929 el Bari va entrar a la Serie B i un dels seus jugadors, Raffaele Costantino va ser convocat per la selecció italiana de futbol sent així en el primer jugador a ser convocat internacionalment en la història del club i de la mateixa divisió.
El 16 de juliol de 2018 fou exclòs de la segona divisió per problemes econòmics. Finalment ingressà a la Sèrie D. Adoptà el nom S.S.C. Bari.
Evolució del nom:
- 1908-1928: Foot-Ball Club Bari
- 1928-1945: Unione Sportiva Bari
- 1945-2014: Associazione Sportiva Bari
- 2014-2018: Football Club Bari 1908
- 2018-avui: Società Sportiva Calcio Bari